# Ingebrikt Bergman
Ingebrikt Bergman, född 24 juni 1864 i Tännäs, död 12 januari 1956 i Tännäs var en svensk hemmansägare och politiker (liberal).
Bergman var lantbrukare och senare hemmansägare i Tännäs. Som riksdagsman var han ledamot av andra kammaren för Härjedalens domsagas valkrets 1909–1911 samt för Jämtlands läns södra valkrets från 1912 till vårriksdagen 1914 och perioden 1915–1920. Han var också ledamot av första kammaren för Västernorrlands läns och Jämtlands läns valkrets 1922–1924.